# آفتاب‌پرست ساحلی
آفتاب‌پرست ساحلی، توتی (نام علمی: Heliotropium bacciferum) نام یک گونه از سردهٔ آفتاب‌پرست است. سردهٔ آفتاب‌پرست در ایران ۴۷ گونهٔ علفی یک ساله و چند ساله دارد که در سراسر ایران پراکنده‌اند. آفتاب‌پرست ساحلی یکی از ۴۷ گونهٔ موجود در ایران است.